# Mia Ikumi
Mia Ikumi (征海 未亜, Ikumi Mia) est une mangaka japonaise née le 27 mars 1979 et morte le 7 mars 2022 d'une hémorragie cérébrale à Ōsaka. Ses œuvres principales sont Super doll Rika, La princesse aux fraisiers dormants et Tokyo Mew Mew.

## Biographie
Après avoir remporté en 1997 le 24e concours de manga Nakayoshi Shinjin avec l'étoile où il pleut des lapins,
elle commence à publier dans le magazine Run-Run.
Le 14 mars 2022, le Magazine Nakayoshi annonce dans un communiqué que Ikumi est morte subitement le 7 mars 2022 des suites d'une hémorragie sous-arachnoïdienne.